# Брусеница (посёлок железнодорожной станции)
Брусеница — посёлок железнодорожной станции в Приморском районе Архангельской области. Входит в состав Лисестровского сельского поселения.

## География
Посёлок железнодорожной станции Брусеница расположен на юге Приморского района. К югу от посёлка Брусеница находится посёлок Тундра, к северу — посёлок Илес. В посёлке находится станция Брусеница Северной железной дороги.

## Население
| 2002 | 2010 | 2012 |
| ---- | ---- | ---- |
| 0    | ↗6   | ↗18  |

### Карты
- Брусеница на карте Wikimapia